# Staub Viktória
Staub Viktória (1997. augusztus 20.–) magyar színésznő.

## Életpályája
1997-ben született. A veszprémi Pannon Várszínházban ismerkedett meg a színészet alapjaival. 2016–2021 között a Színház- és Filmművészeti Egyetem hallgatója volt Pelsőczy Réka és Rába Roland osztályában. 2021-2022 között a nyíregyházi Móricz Zsigmond Színház tagja volt. Szinkronizálással is foglalkozik.

## Fontosabb színházi szerepei
- Édes Charity (Charity Hope Valentine)
- Szaffi (Arzéna)
- A rovarok élete (Nyikita/Kisfiú)
- 9-től 5-ig (Judy Bernly)
- Bolha a fülbe (Lucienne Homenidès de Histangua)
- Equus (Juli)
- Hegedűs a háztetőn (Chava)
- Egy darabot a szívemből (Stuki)

## Filmes és televíziós szerepei
- Aranyélet (2018) ...Gáll Bianka
- Alvilág (2019) ... Fiatal Szandra
- Lélekpark (2021) ...Vera
- A játszma (2022) ...Abigél
- Hotel Margaret (2022) ...Horváth Alexa
- Oltári történetek (2022) ...Sipos Nelli
- A Király (2022) ...fiatal Zámbó Edit
- Ki vagy te (2022–2023) ...Frida
- Valami Amerika (2023) ...Karola
- Marsra magyar! (2024) ...Timi
- BigBakShow (2025) ...Kökény Borsi

## Szinkronszerepei
| Film/sorozat magyar címe | Film/sorozat eredeti címe | Szerep neve            | Eredeti színész |
| A három nővér            | Üç Kız Kardeş             | Türkan Kalender Korman | Özgü Kaya       |
| Csábító leckék           | Miller's Girl             | Cairo Sweet            | Jenna Ortega    |

## Díjai
- Arany Medál-díj (2022)[11]